# Cantone di Turrialba
Il cantone di Turrialba è un cantone della Costa Rica facente parte della provincia di Cartago.

## Geografia antropica

### Suddivisioni amministrative
Il cantone  è suddiviso in 10 distretti:
- La Suiza
- Pavones
- Peralta
- Santa Cruz
- Santa Rosa
- Santa Teresita
- Tayutic
- Tres Equis
- Tuis
- Turrialba